# 圣西尔格
圣西尔格（法語：Saint-Cirgues，法語發音：[sɛ̃ siʁɡ]）是法国洛特省的一个市镇，属于菲雅克区。

## 地理
圣西尔格（44°44'15"N, 2°7'27"E）面积32.5 平方千米，位于法国奧克西塔尼大區洛特省，该省份为法国西南部内陆省份，北起顺时针与科雷兹省、康塔爾省、阿韦龙省、塔恩-加龙省、洛特-加龍省和多尔多涅省接壤。
与圣西尔格接壤的市镇（或旧市镇、城区）包括：莫尔斯、凯扎克、戈尔斯、洛雷斯、利纳克、蒙泰和布克萨勒、普朗代涅、萨巴代勒-拉特龙基耶尔。

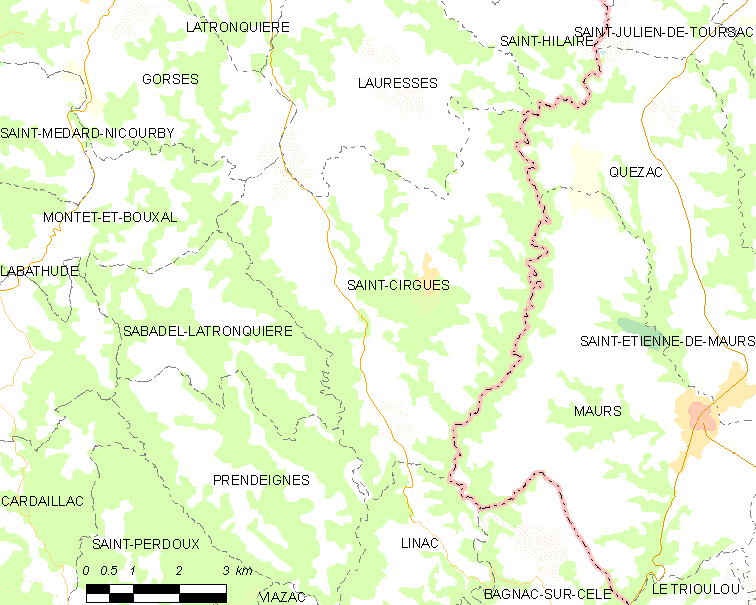
圣西尔格的OSM定位图

圣西尔格的时区为UTC+01:00、UTC+02:00（夏令时）。

## 行政
圣西尔格的邮政编码为46210，INSEE市镇编码为46255。

## 政治
圣西尔格所属的省级选区为拉卡佩勒马里瓦勒县。

## 人口

1962-2008年间圣西尔格人口变化图示

圣西尔格于2022年1月1日时的人口数量为323人。